# Dorymyrmex flavopectus
Dorymyrmex flavopectus is een mierensoort uit de onderfamilie van de Dolichoderinae. De wetenschappelijke naam van de soort is voor het eerst geldig gepubliceerd in 1944 door Smith, M.R..